# Dionisio Memmo
Dionisio Memmo (né à Venise dans la seconde moitié du XVe siècle – mort au XVIe siècle, après 1539) est un compositeur et organiste italien.

## Biographie
Membre de la noble famille vénitienne des Memo ou Memmo, il était un membre de l'ordre de la Sainte-Croix. Il avait été l'élève de Zuan Maria Marin, organiste de la Cappella Marciana, et de Paul Hofhaimer, considéré alors comme le plus grand organiste allemand.
Il est devenu chanteur à la basilique Saint-Marc, sous la direction de Pietro de Fossis. Le 22 septembre 1507, il a été nommé organiste à la place de son maître Marin, décédé. Le 12 janvier 1511, il est signalé à la cour de Frédéric II de Mantoue.
En septembre 1516, il est allé en Angleterre, laissant sa place à Saint-Marc, avec la protection de l'ambassadeur de la république de Venise, Sebastiano Giustiniani, qui lui a fait connaître le cardinal Thomas Wolsey, lord chancelier du royaume, et l'a introduit à la cour d'Henri VIII, lui aussi « musicien », et de la reine Catherine d'Aragon. Par la suite, il a obtenu la dispense nécessaire de l'Ordre et a été nommé curé de Saint-Pierre; il a été nommé aumônier du roi et chef des musiciens de la cour.
Après la création de la ligue de Cambrai, il a été contraint de quitter l'Angleterre pour le Portugal. Cependant, en raison d'un naufrage en cours de route, il a dû s'arrêter en 1526 en Espagne où il a été, pendant un an, en 1539, organiste de la cathédrale de Saint-Jacques-de-Compostelle.
Après 1539, on n'a plus de renseignements sur Memmo.

## Source
- (it) Cet article est partiellement ou en totalité issu de l’article de Wikipédia en italien intitulé « Dionisio Memmo » (voir la liste des auteurs).